# Smashed
Pour plus de détails, voir Fiche technique et Distribution.
Smashed est un film dramatique américain réalisé par James Ponsoldt et sorti en 2012 aux États-Unis. En France, il est sorti directement en DVD le 6 mars 2013.

## Synopsis
Kate (Mary Elizabeth Winstead) et Charlie (Aaron Paul) aiment passer du bon temps ensemble. Ils partagent une passion commune pour la musique, les fous rires… et la beuverie. Mais Kate développe peu à peu un comportement alcoolique dangereusement asocial qui met en péril son emploi de maîtresse d’école. Les choses doivent changer, mais ce changement est loin d’être une partie de plaisir. En devenant sobre, Kate devra assumer les mensonges de sa vie, sa mère, les fondements de son couple.

## Fiche technique
- Titre original et français : Smashed
- Titre québécois :
- Réalisation : James Ponsoldt
- Scénario : James Ponsoldt, Susan Burke
- Direction du casting : Avy Kaufman
- Décors : Linda Sena
- Costumes : Diaz
- Photographie : Tobias Datum
- Son :
- Montage : Suzanne Spangler
- Musique : Eric D. Johnson, Andy Cabic
- Production : Jennifer Cochis, Jonathan Schwartz, Andrea Sperling & Zigy Wilf
- Société(s) de production : Super Crispy Entertainment
- Société(s) de distribution : Sony Pictures Classics
- Budget : 500 000 $ [1]
- Pays d’origine :  États-Unis
- Langue : anglais
- Format : Couleurs - 35 mm - 2.35:1 - Son Dolby numérique
- Genre : Drame
- Durée : 81 minutes
- Dates de sortie :
  -  États-Unis : 12 octobre 2012
  -  France : 6 mars 2013  (Directement en DVD)

## Distribution
- Mary Elizabeth Winstead (V. F. : Ingrid Donnadieu) : Kate Hannah
- Aaron Paul (V. F. : Alexandre Gillet) : Charlie Hannah
- Octavia Spencer : Jenny
- Nick Offerman (V.F. : Bruno Magne) : Dave Davies
- Megan Mullally (V. F. : Brigitte Aubry) : Principal Barnes
- Mary Kay Place (V.F. : Emmanuelle Bondeville) : Rochelle
- Kyle Gallner (V. F. : Fabien Briche) : Owen Hannah
- Bree Turner : Freda
- Mackenzie Davis : Millie
- Patti Allison : Rocky
- Richmond Arquette	: Arlo

Sources et légendes : Version française (V. F.) sur le DVD du film et RS Doublage

## Réception critique
Smashed a reçu globalement de bonnes critiques avec un score de 71/100 sur le site Metacritic (32 avis) et une note spectateur de 3,3/5 sur le site Allociné